# The Underdog Project
The Underdog Project ist ein Musikprojekt, hinter dem die Produzenten und DJs Toni Cottura, Steve Browarzcyk und Shahin Moshirian (auch bekannt als Shahin von Shahin & Simon) stehen. Repräsentiert wird das Projekt von dem Sänger Vic Krishna.

## Biografie
The Underdog Project entstand, als der von den Fidji-Inseln stammende und in Kanada aufgewachsene Sänger Vic Krishna seinen Freund, den ebenfalls kanadischstämmigen Musiker Craig Smart, in Deutschland besuchte. Die beiden begannen gemeinsam Musik zu machen und erhielten schließlich die Chance, Probeaufnahmen bei dem Musikproduzenten Toni Cottura, den Craig Smart von einem Videodreh her kannte, zu absolvieren.
Im Jahr 2000 erschien die erste Single mit dem Titel Summer Jam. Der Song wurde ein Sommerhit und schaffte es bis auf Platz 3 in den deutschen Singlecharts. Die zweite Single Tonight, die im November 2000 erschien, konnte jedoch nicht an den Erfolg anknüpfen.
Durch einen Remix von Summer Jam durch The Sunclub erhielt The Underdog Project noch einmal europaweit Aufmerksamkeit. Der Remix erreichte in Belgien und den Niederlanden Platz 1 der Charts. In Dänemark und Frankreich platzierte er sich in den Top 5.

## Diskografie

### Studioalben
| Jahr | Titel             | Höchstplatzierung, Gesamtwochen, AuszeichnungChartsChartplatzierungen (Jahr, Titel, Platzierungen, Wochen, Auszeichnungen, Anmerkungen) | Anmerkungen                         |
| Jahr | Titel             | DE | Anmerkungen                         |
| ---- | ----------------- | --- | ----------------------------------- |
| 2000 | It Doesn’t Matter | DE97 (1 Wo.)DE | Erstveröffentlichung: November 2000 |

### Kompilationen
- 2003: It Doesn’t Matter (Greatest Hits Volume 1)

### EPs
- 2003: E. P.

### Singles
| Jahr | Titel Album                         | Höchstplatzierung, Gesamtwochen, AuszeichnungChartplatzierungen (Jahr, Titel, Album, Platzierungen, Wochen, Auszeichnungen, Anmerkungen) | Höchstplatzierung, Gesamtwochen, AuszeichnungChartplatzierungen (Jahr, Titel, Album, Platzierungen, Wochen, Auszeichnungen, Anmerkungen) | Höchstplatzierung, Gesamtwochen, AuszeichnungChartplatzierungen (Jahr, Titel, Album, Platzierungen, Wochen, Auszeichnungen, Anmerkungen) | Höchstplatzierung, Gesamtwochen, AuszeichnungChartplatzierungen (Jahr, Titel, Album, Platzierungen, Wochen, Auszeichnungen, Anmerkungen) | Anmerkungen                                                         |
| Jahr | Titel Album                         | DE | AT | CH | UK | Anmerkungen                                                         |
| ---- | ----------------------------------- | --- | --- | --- | --- | ------------------------------------------------------------------- |
| 2000 | Summer Jam It Doesn’t Matter        | DE3 Platin · (17 Wo.)DE | AT10 (10 Wo.)AT | CH17 (18 Wo.)CH | UK14 (6 Wo.)UK | Erstveröffentlichung: 24. Juli 2000                                 |
| 2000 | Tonight It Doesn’t Matter           | DE55 (7 Wo.)DE | — | — | — | Erstveröffentlichung: 6. November 2000                              |
| 2001 | I Can’t Handle It It Doesn’t Matter | DE70 (3 Wo.)DE | — | — | — | Erstveröffentlichung: 1. März 2001                                  |
| 2003 | Summer Jam 2003 –                   | DE86 (2 Wo.)DE | — | CH24 (8 Wo.)CH | — | Erstveröffentlichung: 23. Mai 2003 vs. Sunclub                      |
| 2004 | Saturday Night –                    | — | — | — | UK19 (4 Wo.)UK | Erstveröffentlichung: 2. April 2004                                 |
| 2025 | Summer Baby –                       | DE18 (2 Wo.)DE | AT51 (1 Wo.)AT | CH27 (1 Wo.)CH | — | Erstveröffentlichung: 26. Juni 2025 Azet feat. The Underdog Project |

Weitere Singles
- 2003: Winter Jam
- 2004: Miami
- 2004: Remember
- 2006: Girls Of Summer
- 2010: Summer Jam (Extended Edition)

## Auszeichnungen für Musikverkäufe
| Silberne Schallplatte - Frankreich - 2003: für die Single Summer Jam 2003 Goldene Schallplatte - Belgien - 2004: für die Single Saturday Night | Platin-Schallplatte - Belgien - 2003: für die Single Summer Jam 2003 |

Anmerkung: Auszeichnungen in Ländern aus den Charttabellen bzw. Chartboxen sind in ebendiesen zu finden.
| Land/RegionAuszeichnungen für Musikverkäufe (Land/Region, Auszeichnungen, Verkäufe, Quellen) | Silber  | Gold  | Platin     | Verkäufe | Quellen           |
| -------------------------------------------------------------------------------------------- | ------- | ----- | ---------- | -------- | ----------------- |
| Belgien (BRMA)                                                                               | —       | Gold1 | Platin1    | 75.000   | ultratop.be       |
| Deutschland (BVMI)                                                                           | —       | —     | Platin1    | 500.000  | musikindustrie.de |
| Frankreich (SNEP)                                                                            | Silber1 | —     | —          | 125.000  | infodisc.fr       |
| Insgesamt                                                                                    | Silber1 | Gold1 | 2× Platin2 |          |                   |